# Ministereo

En ministereo.

Ministereo kallas en stereoanläggning som är kompakt med syfte att inte ta upp så stor plats om man exempelvis vill placera den på skrivbordet eller i bokhyllan i stället för på en stereobänk. I en ministereo brukar det ingå radio, CD-växlare, dubbel kassettbandspelare och i vissa fall även LP-skivspelare. Allt är samlat på ett och samma ställe. Den kom i början av 1980-talet och blev snabbt stor succé. Det finns även mindre stereoanläggningar som kallas för microstereo. Dessa har oftast bara radio, CD-spelare och eventuellt även en kassettbandspelare.